# 蘇厝
蘇厝，是臺灣臺南市安定區的一個傳統地域名稱，位於該區東北半部的中央略偏東北。相較於今日行政區，其範圍大致包括蘇林里、蘇厝里，以及因曾文溪改道而劃入善化區謝厝寮里南端、西港區檨林里東端。

## 歷史
台灣日治初期，蘇厝地區為一（舊制）街庄，稱為「蘇厝庄」，隸屬於安定里東堡。昔日該庄西北隔曾文溪與檨仔林庄、謝厝藔庄為界，東北邊及東南邊東段與胡厝藔庄為鄰，東南邊中、西段為灣裡街，西南邊為直加弄庄。
1901年（日治明治三十四年）11月，全台設置二十廳，該庄隸屬於臺南廳。1903年（明治三十六年）6月，該庄編入「安定里東區」，隸屬於臺南廳。1909年（明治四十二年）10月，合併二十廳為十二廳，安定里東區仍隸屬於臺南廳。1920年（大正九年），廢十二廳改設五州二廳，該庄改制為「蘇厝」大字，隸屬於臺南州新化郡安定庄（新制街庄）。
戰後安定庄改制為安定鄉，隸屬於臺南縣，大字亦改制為村。1950年雲、嘉、南分治，安定鄉仍隸屬於臺南縣。2010年12月25日，因臺南縣市合併為直轄市臺南市，安定鄉改制為安定區，村亦改制為里。

## 聚落
本地區發展較早的聚落有蘇厝、後堀潭（前兩者已連成一片）、大港藔（已消失）等，在日治期初期的官方地圖上已有記載。

## 交通
國道1號又稱「中山高速公路」，是貫穿台灣西部的兩條縱向高速公路之一，經過本地區安定聚落與鄭拐聚落中間地帶，並在安定聚落東郊與縣道178號的外環道交會處設有安定交流道。由此可快速前往國道1號沿線各地。
市道178號是安南區中崙（實際起點長安）至大內區大匏崙的道路。
區道南122線是蘇厝至東勢寮的道路。

## 產業
- 南部科學園區：本地區東南部（大約為北園三路及其延伸線以東、安定東路延伸線以南地區）劃入該園區範圍內。

## 信仰
- 蘇厝第一代天府